# Vancouver Canucks
A Vancouver Canucks (IPA: [væn.ˈkuːvɚ kəˈnʌks]) a kanadai Vancouver városának profi jégkorongcsapata. A klub a National Hockey League nyugati főcsoportjában játszik a csendes-óceáni divízióban. Hazai mérkőzéseiket a 18 630 férőhelyes Rogers Arenában bonyolítják le. A 2011-ben és 2012-ben megnyerték az alapszakaszt, ezzel elnyerve az Elnöki trófeát

## Jelenlegi keret
2020 február 10
Kapusok
- 35  Thatcher Demko
- 25  Jacob Markstrom

Hátvédek
- 4  Jordie Benn
- 56  Guillaume Brisebois
- 23  Alexander Edler (A)
- 5  Oscar Fantenberg
- 43  Quinn Hughes
- 57  Tyler Myers
- 51  Troy Stecher
- 8  Christopher Tanev (A)

Csatárok
- 83  Jay Beagle
- 88  Adam Gaudette
- 44  Tyler Graovac
- 53  Bo Horvat (C)
- 40  Elias Pettersson
- 59  Tim Schaller
- 20  Brandon Sutter (A)
- 64  Tyler Motte
- 71  Zack MacEwen
- 9  J. T. Miller
- 79  Micheal Ferland
- 17  Josh Leivo
- 70  Tanner Pearson
- 26  Antoine Roussel
- 38  Justin Bailey
- 6  Brock Boeser
- 21  Loui Eriksson
- 18  Jake Virtanen

## Klubrekordok
Pályafutási rekordok (csak a Canucks-szal)
- Legtöbb mérkőzés: 1330, Henrik Sedin
- Legtöbb gól: 393, Daniel Sedin
- Legtöbb gólpassz: 830 Henrik Sedin
- Legtöbb pont: 1070, Henrik Sedin
- Legtöbb kiállitásperc: 2127, Gino Odjick
- Legtöbb zsinorban játszott mérkőzés: 679 Henrik Sedin

Szezonrekordok
- Legtöbb gól: 60, Pavel Vlagyimirovics Bure (1992–1993 és 1993–1994)
- Legtöbb gólpassz: 83, Henrik Sedin (2009–2010)
- Legtöbb pont: 112, Henrik Sedin (2009–2010)
- Legtöbb pont (hátvéd): 63, Doug Lidster (1986–1987)
- Legtöbb pont (újonc): 66, Elias Pettersson (2018–2019)
- Legtöbb kiállitásperc: 372, Donald Brashear (1997–1998)

Kapusrekordok - pályafutás
- Legtöbb mérkőzés: 516, Kirk McLean
- Legtöbb shutout: 38, Roberto Luongo
- Legtöbb győzelem: 252, Roberto Luongo

Kapusrekordok - szezon
- Legtöbb mérkőzés: 76, Roberto Luongo (2006–2007)
- Legtöbb shutout: 9, Roberto Luongo (2006–2007)
- Legtöbb győzelem: 47, Roberto Luongo (2006–2007)

## Visszavonultatott mezszámok
- 10 Pavel Bure (2013. november 2.)[2]
- 12 Stan Smyl (1991. november 3.)
- 16 Trevor Linden (2008. december 17.)[3]
- 19 Markus Näslund (2010. december 11.)[4]
- 22 Daniel Sedin (2020. február 12.)[5]
- 33 Henrik Sedin (2020. február 12.)

## Külső hivatkozások
- Hivatalos honlap – Nhl.com (angolul)